# Kékfejű császárhal
A kékfejű császárhal (Pomacanthus xanthometopon) a sugarasúszójú halak (Actinopterygii) osztályának sügéralakúak (Perciformes) rendjébe, ezen belül a Pomacanthidae családjába tartozó faj.

## Előfordulása
A kékfejű császárhal előfordulási területe az Indiai-óceán keleti fele, valamint a Csendes-óceán legnyugatibb részei. A Maldív-szigetektől egészen Vanuatuig és Palauig, valamint a japán Jaejama-szigetekig található meg.

## Képek

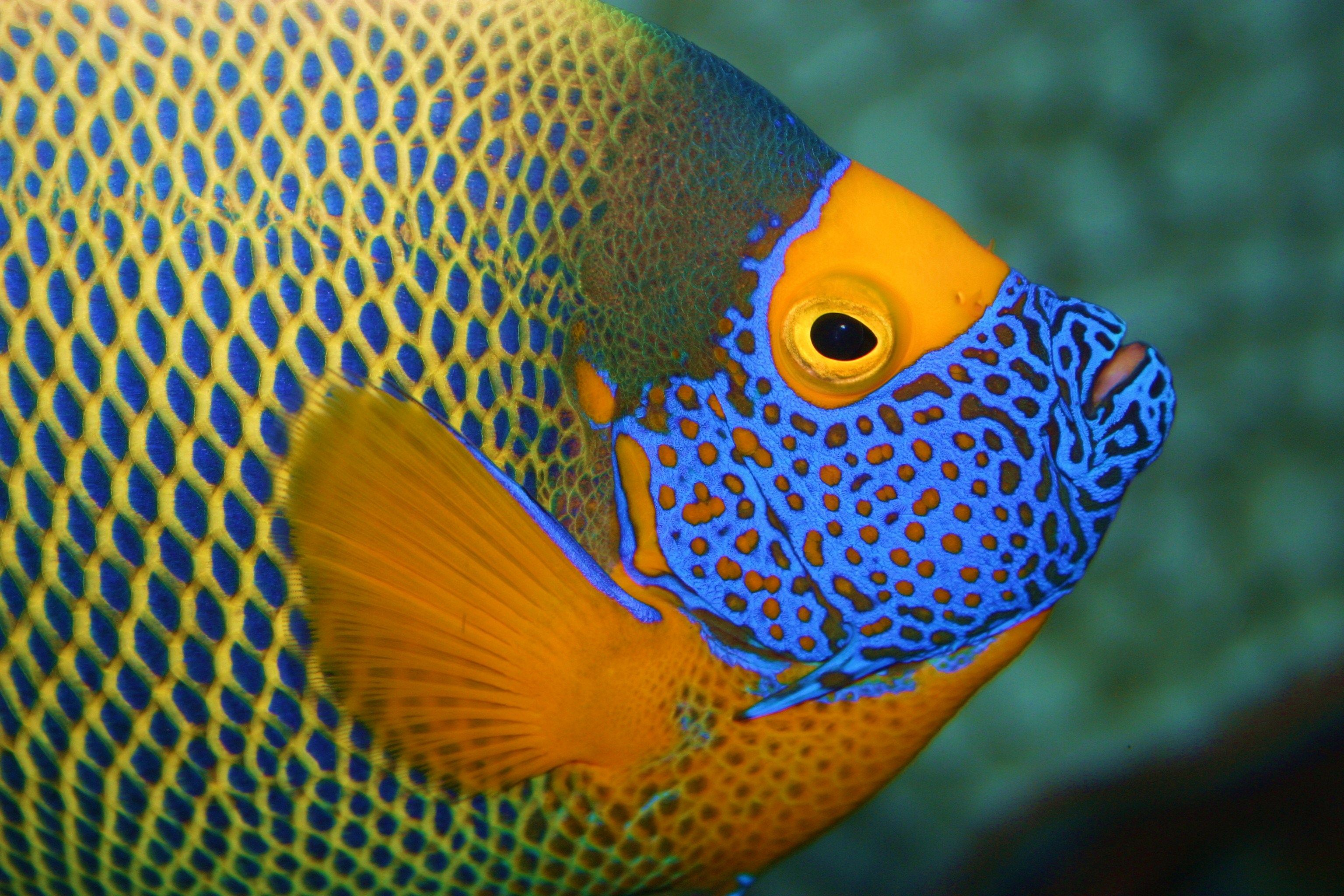
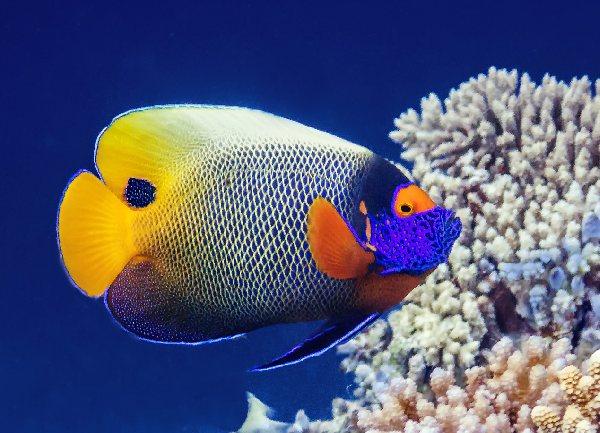
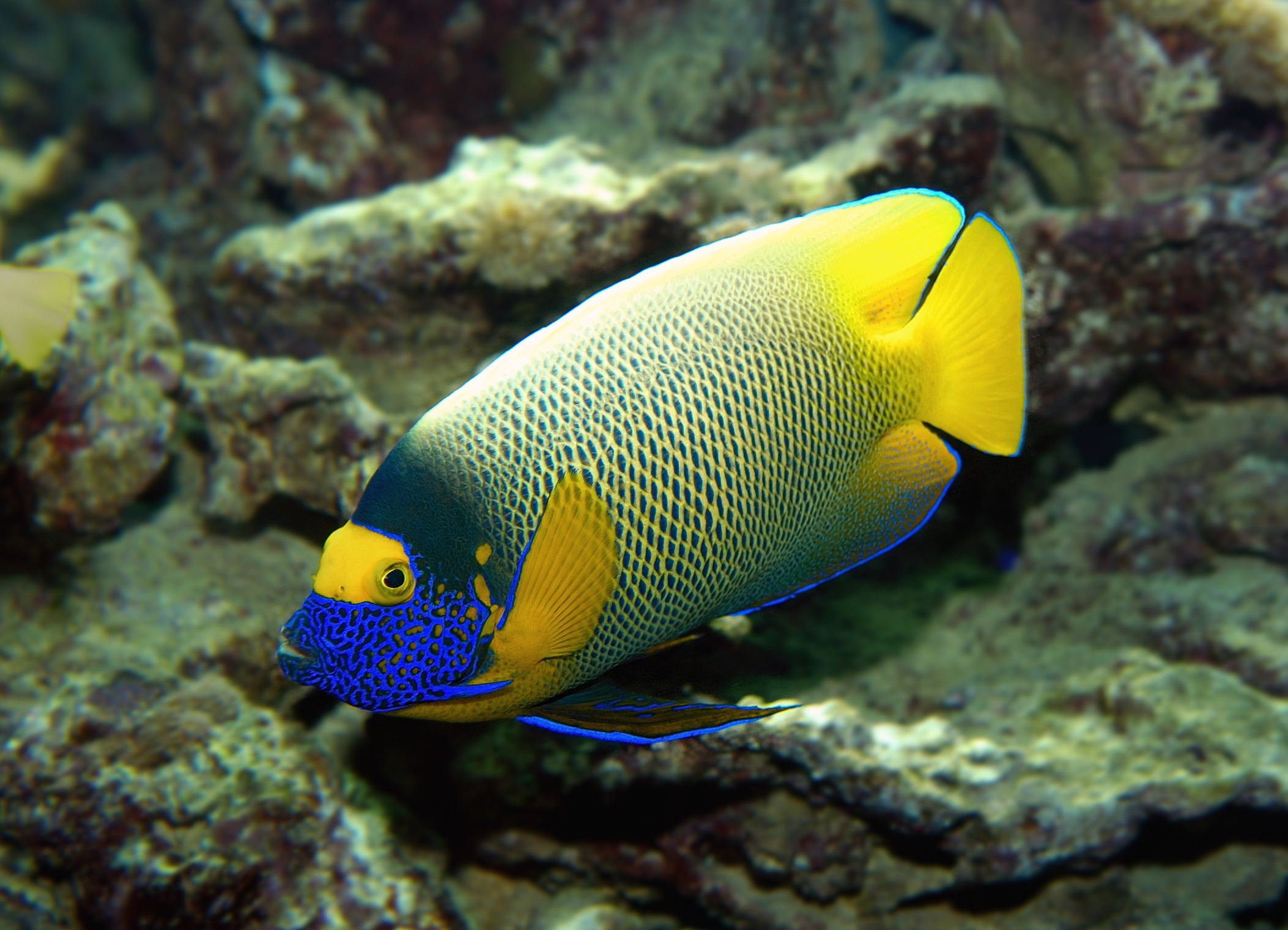
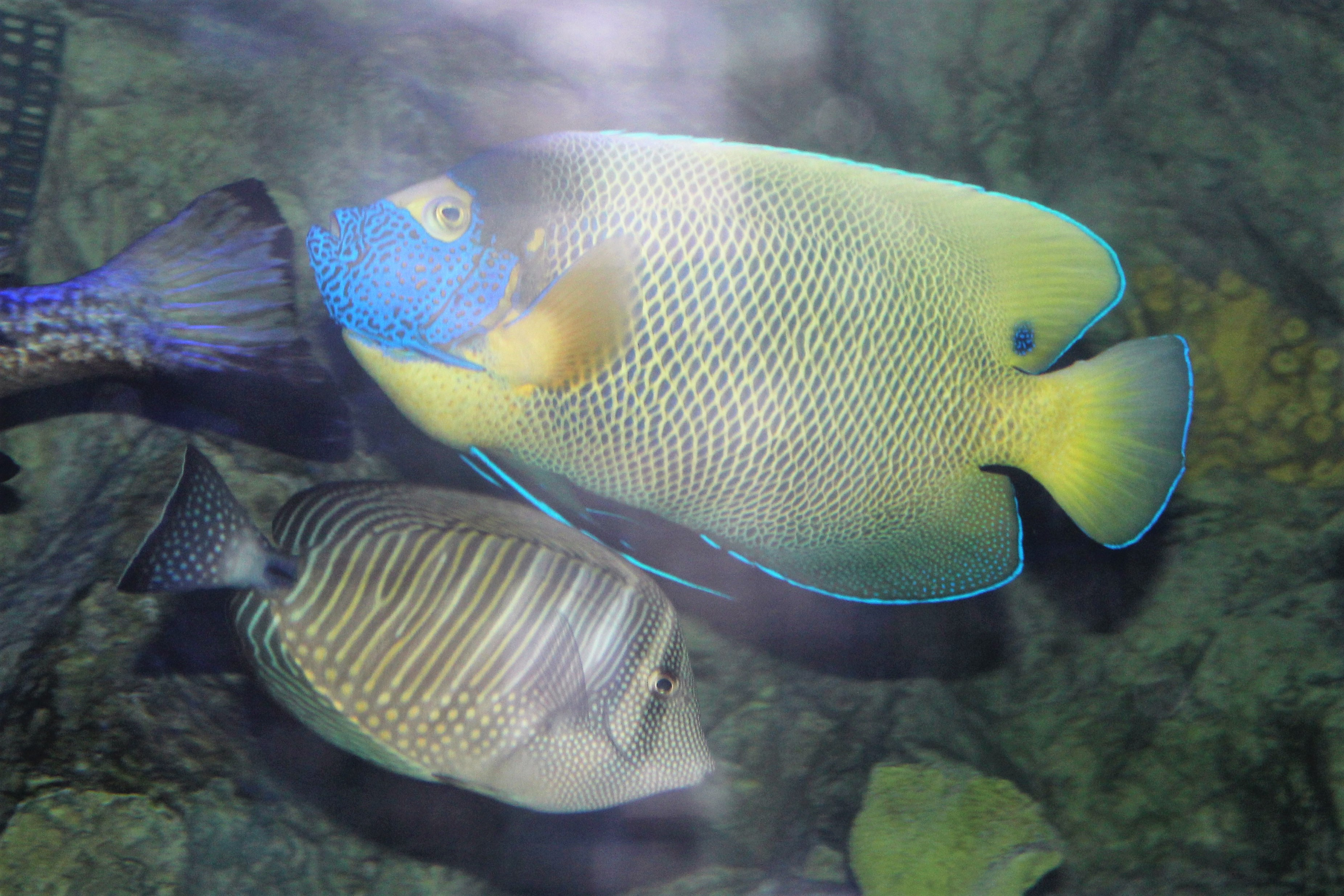
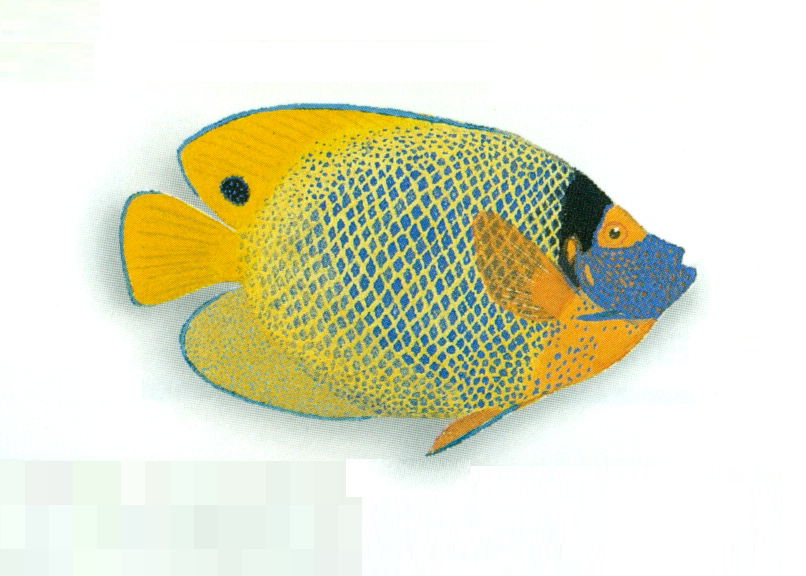

## Megjelenése
Ez a hal elérheti a 38 centiméteres hosszúságot is. A hátúszóján 13-14 tüske és 16-18 sugár van, míg a farok alatti úszóján 3 tüske és 16-18 sugár látható. A felnőtt hal igen színes, amint neve is mutatja a feje kék, de a szemei környékén és között, valamint a torka és a mellúszói narancssárgák; a teste zöldes sárga mintázattal; a többi úszója élénksárga. A hátúszó végének tövében fekete folt látható. A fiatalnak az alapszíne sötétkék; rajta függőlegesen számos fehér, fekete és halványabb kék csíkozással. Az úszóinak a szegélye is világoskék. Mint minden Pomacanthus-faj esetében a fiatal és a felnőtt példányok színezetei nagyon eltérnek az egymásétól.

## Életmódja
Trópusi, tengeri hal, amely a korallzátonyokon található meg. A kékfejű császárhal 5-30 méteres mélységek között él. A magányos felnőtt általában lagúnákban, csatornákban vagy a korallszirtek peremén él. Főleg szivacsokkal, előgerinchúrosokkal és egyéb talajra tapadt gerinctelenekkel táplálkozik. Az ivadék az algákkal szűrűn benőtt, sekély vizekben ül.

## Felhasználása
Az akváriumok számára ipari mértékben halásszák; emellett tenyésztik is. Főleg a 20 centiméter alatti példányokat árusítják.